# Place de la Vieille-Ville (Prague)

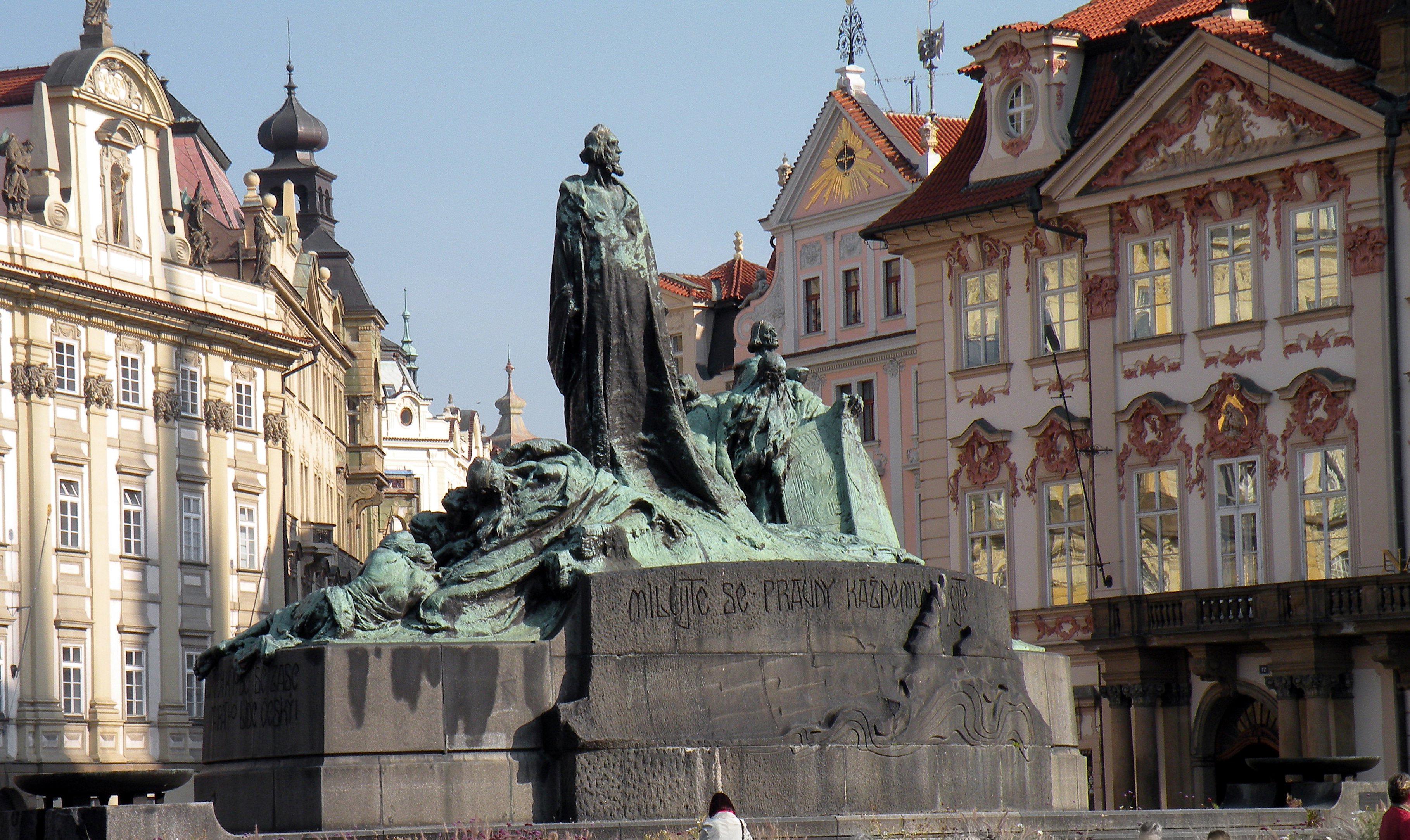
Monument à Jan Hus inauguré en 1915 pour le de sa mort. Palais Kinských (en arrière-plan à droite) de style rococo décoré par C.G Bossi

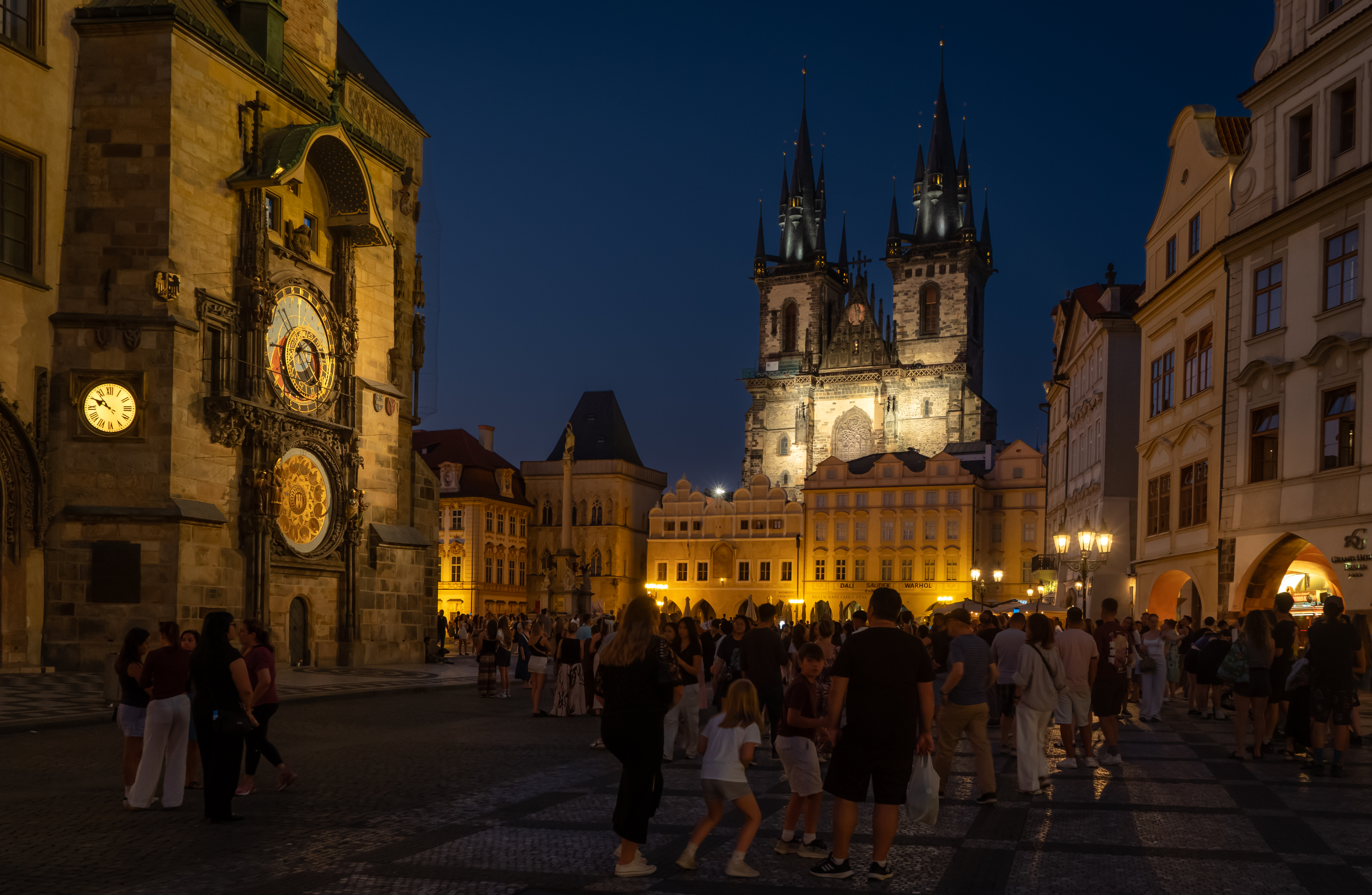
Place de la vieille ville de Prague la nuit

La place de la Vieille-Ville (en tchèque Staroměstské náměstí  et en allemand Altstädter Ring), à Prague (République tchèque), est située au cœur du centre historique de la capitale tchèque. Centrée sur une statue du réformateur Jean Hus construite en 1915, et bordée de bâtiments anciens qui offrent par leur architecture un raccourci de l'histoire de la cité (du gothique au rococo), la place se trouve sur l'ancien parcours du couronnement des rois de Bohême.

## Bâtiments
Les bâtiments bordant la place sont de styles variés, allant du gothique avec l'église de Notre-Dame du Týn, principale église de la Vieille-Ville depuis le XIVe siècle, au baroque avec l'église Saint-Nicolas.
- La célèbre horloge astronomique de 1410, l'une des plus célèbres et des plus anciennes du monde, est située sur l'hôtel de ville de la Vieille-Ville.
- La tour médiévale de l'hôtel de ville est ouverte au public et offre des panoramas sur la vieille ville.

- Un musée est installé dans le baroque palais Kinský.
- La pittoresque Maison A la Cloche de pierre est de style gothique et remonte au Moyen Âge.
- La maison dite A La Minute est ornée de sgraffites Renaissance.
- Le Ministère du Développement régional a son siège dans l'ancien bâtiment de la Compagnie d'assurance municipale.

## Statues et monuments commémoratifs
- La place abrite le monument au réformateur religieux Jan Hus, inauguré en 1915 pour le 500ème anniversaire de sa mort.

- Le 3 novembre 1918, la colonne de Marie érigée au XVIIe siècle après la guerre de Trente Ans a été démolie en célébration de l'indépendance du pays de l'ancien Empire des Habsbourg. Après des années de controverses, la colonne a été de nouveau érigée sur la place en 2020.

## L'église de Notre-Dame du Týn
L'église de Notre-Dame du Týn domine la place de la Vieille-Ville de ses deux tours très imposantes. Ce bâtiment gothique fut commencé en 1365 sous Charles IV. Notre Dame du Týn fut l'église des hussites de Prague jusqu'en 1621. L'astronome danois Tycho Brahe, mort en 1601, y est enterré.

## La tour de l'hôtel de ville
La tour de la place mesure 69,5 mètres de hauteur et offre une magnifique vue sur Prague depuis sa galerie panoramique. Elle fut ajoutée en 1364 à ce qui était la demeure privée de Volfin de Kamen. Elle intègre une horloge astronomique, construite en 1490 par Hanus, dont les personnages s'animent au-dessus des signes du zodiaque situés dans la partie supérieure. Le bas de l'horloge est constitué d'un calendrier.

## Quelques édifices de la place

La place de la Vieille-Ville

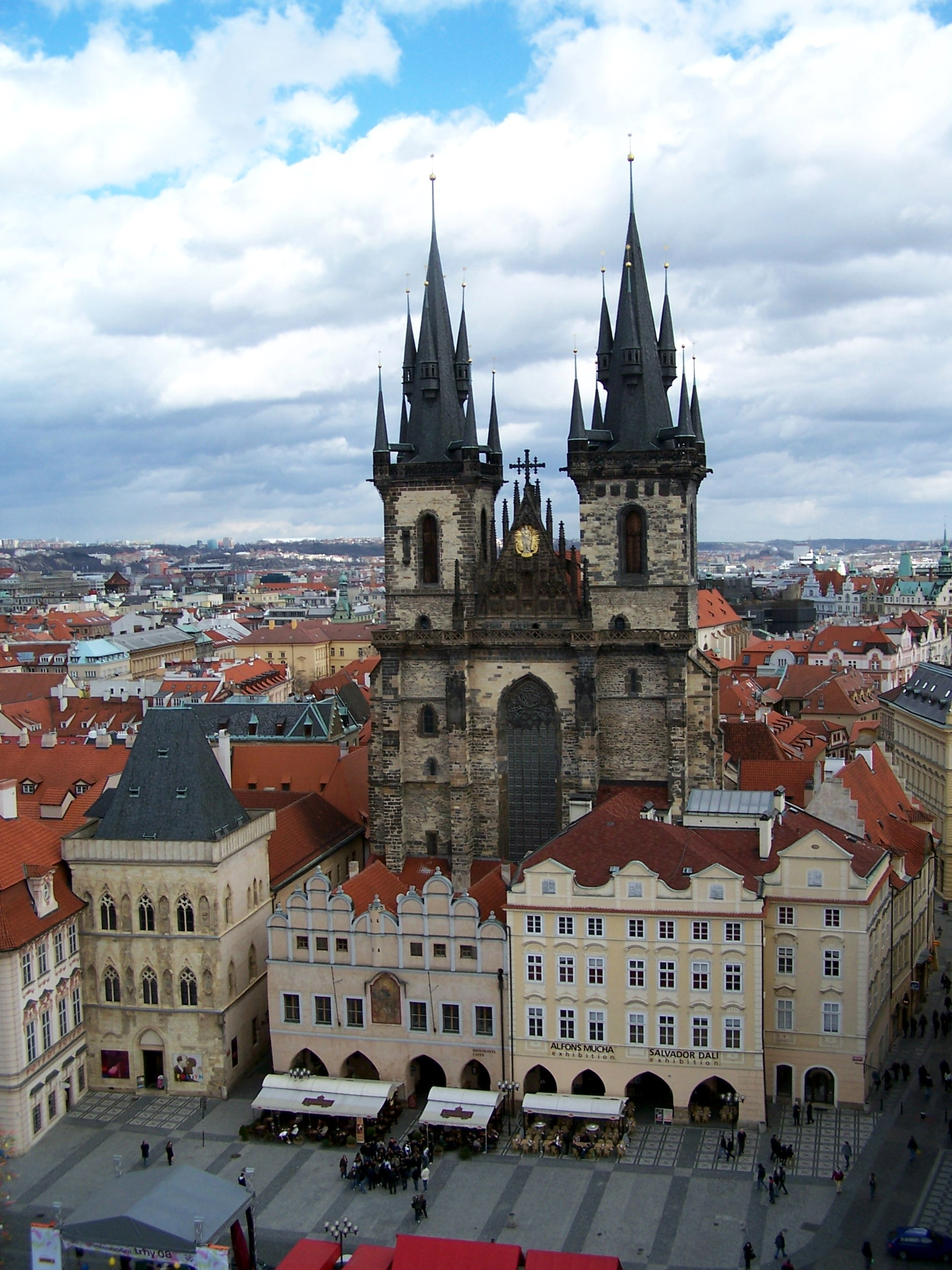
Place de la vieille ville et Église de Notre-Dame de Týn vu depuis la Tour de l'Hôtel de ville. À gauche la Maison à la cloche en pierre
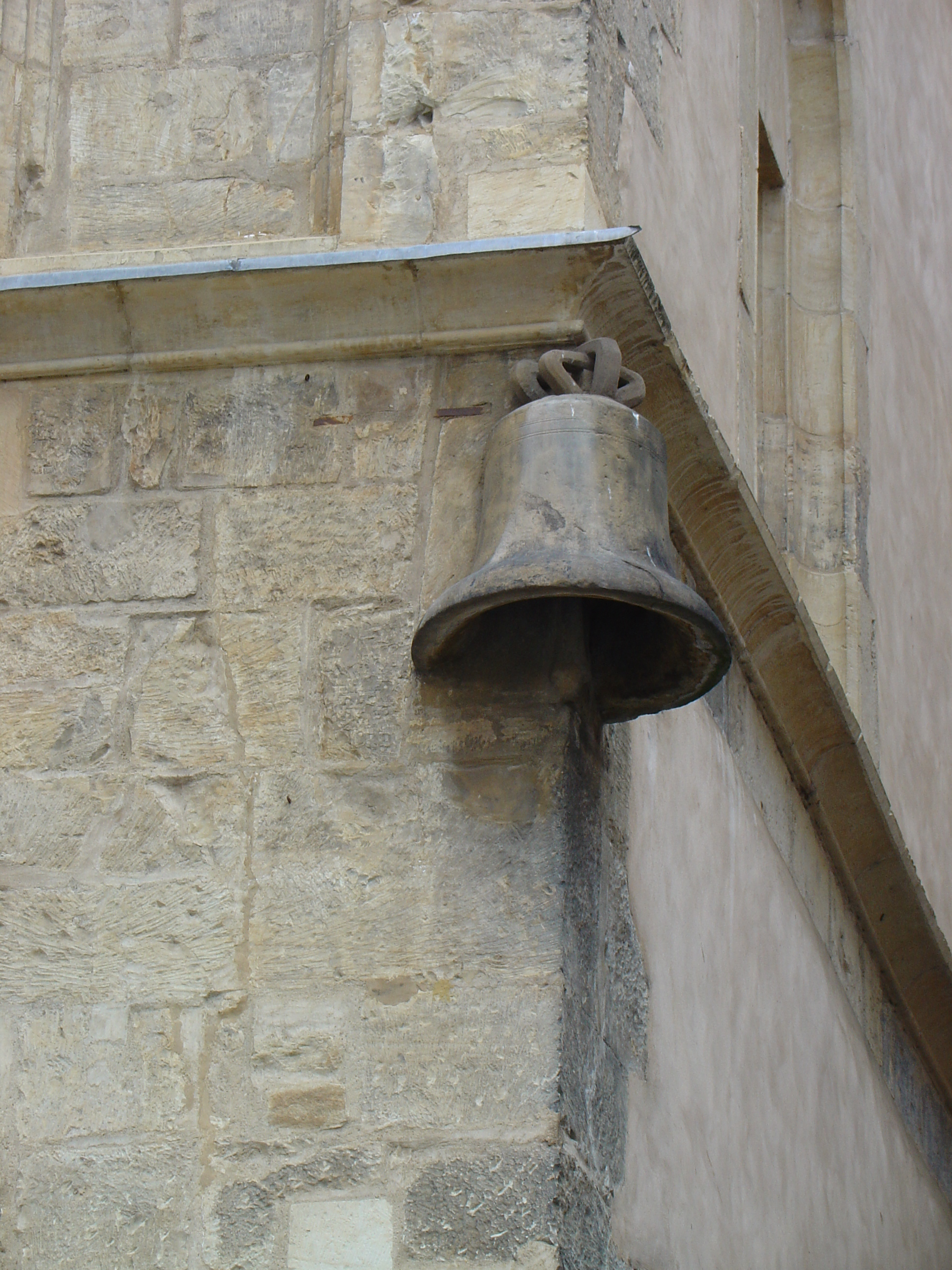
Maison à la cloche en pierre. Ce palais médiéval (vers 1330) porte en son angle son insigne
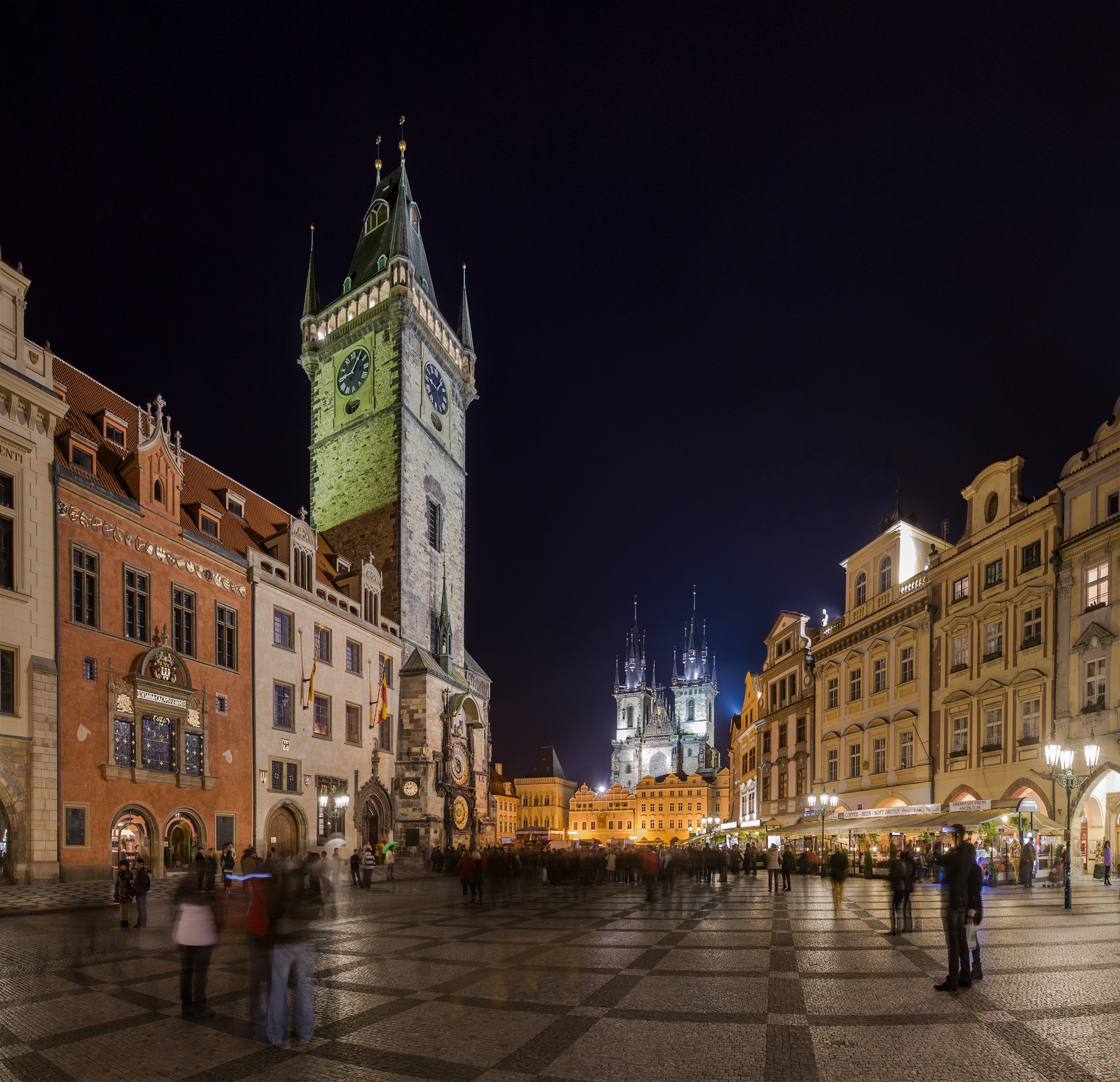
Vue sur le côté est de la place
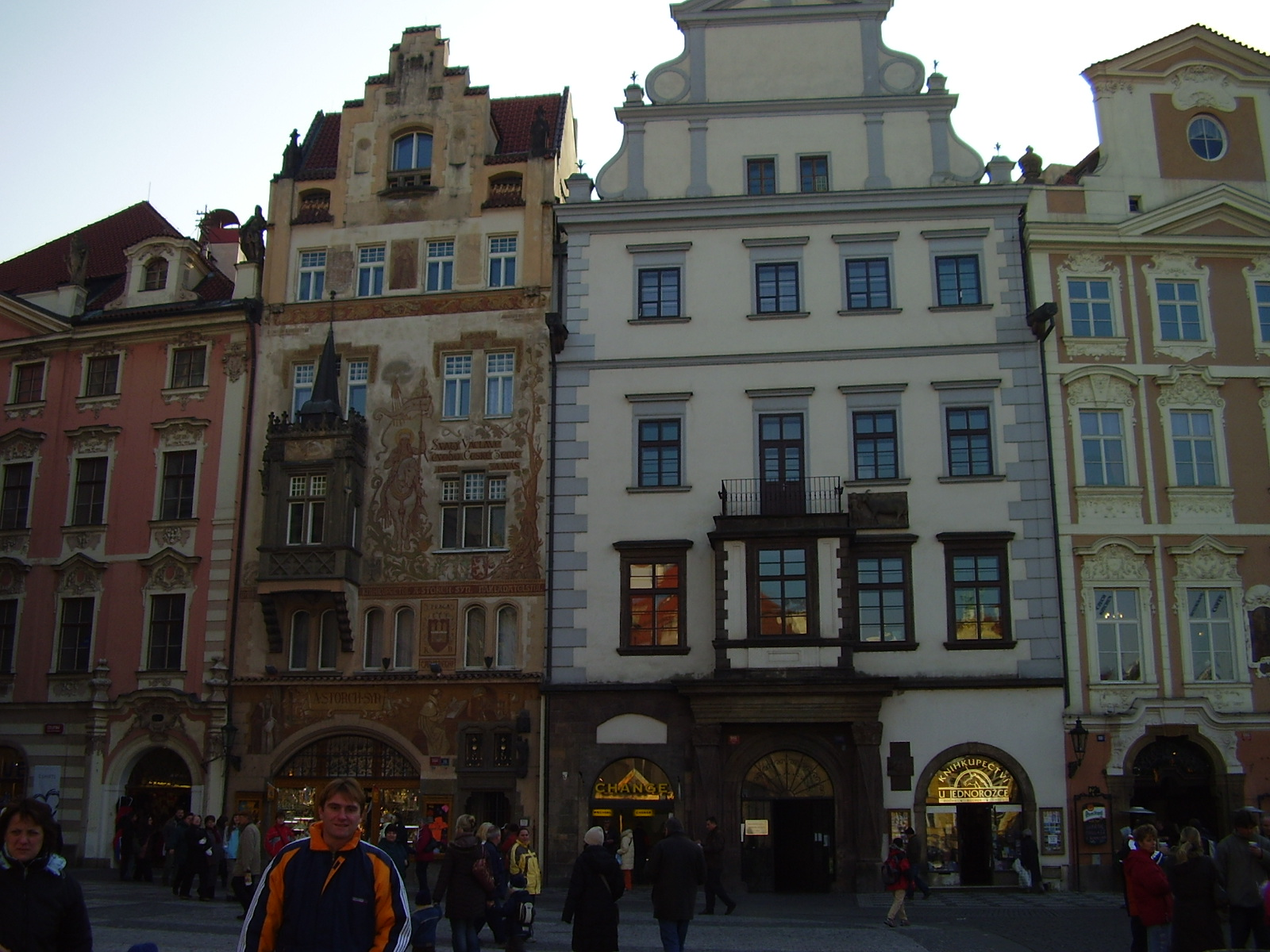
Côté sud. Maison Štorch. Une peinture de saint Venceslas à cheval (fin XIXe siècle) par Mikoláš Aleš décore ce bâtiment néo-Renaissance connu aussi sous le nom de À la vierge de pierre. Au centre, maison À la licorne blanche dont l'enseigne date du XVIe siècle
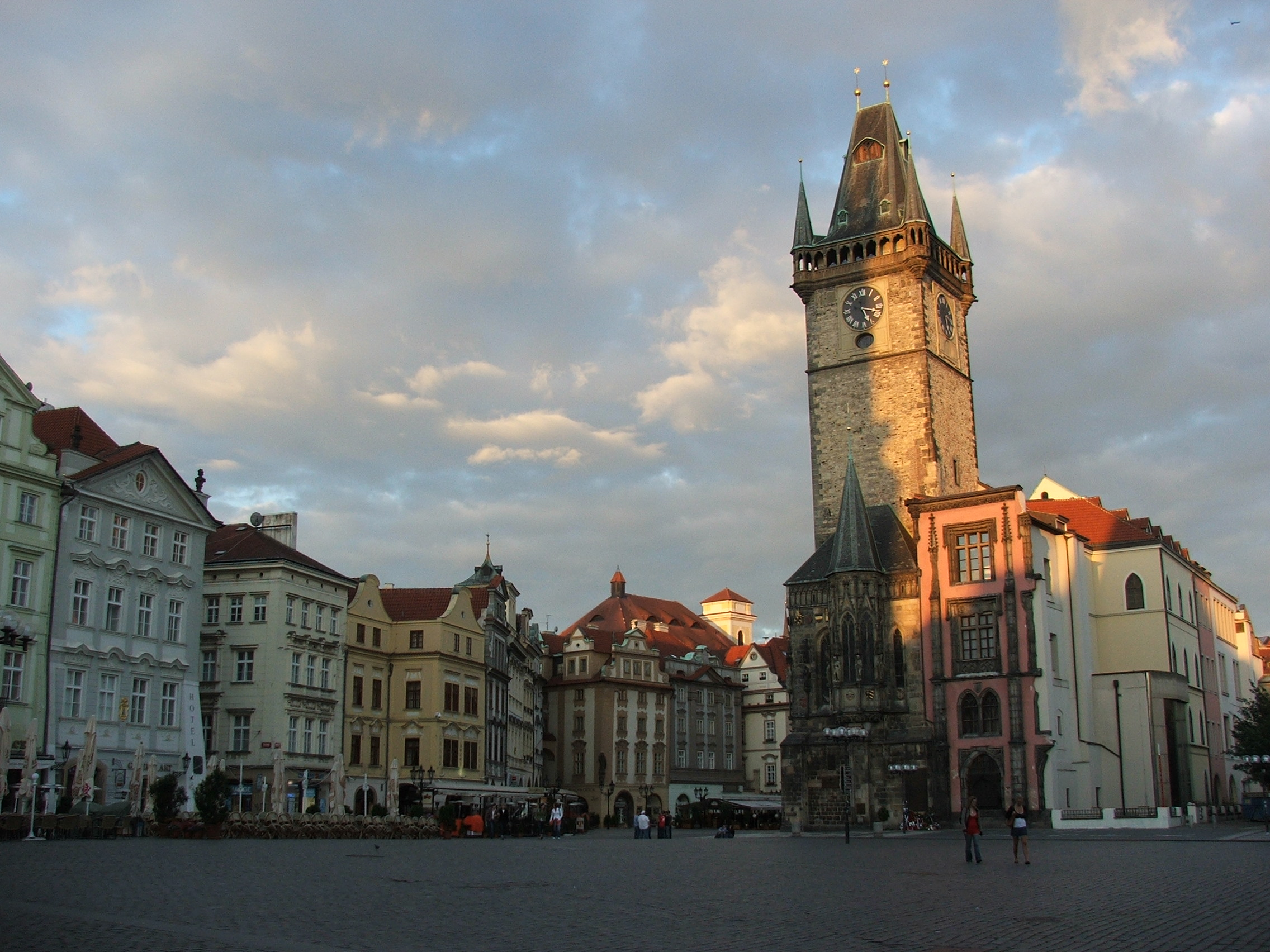
La Tour de l'Hôtel de ville est aujourd'hui intégrée dans un ensemble d'édifices gothiques et Renaissance
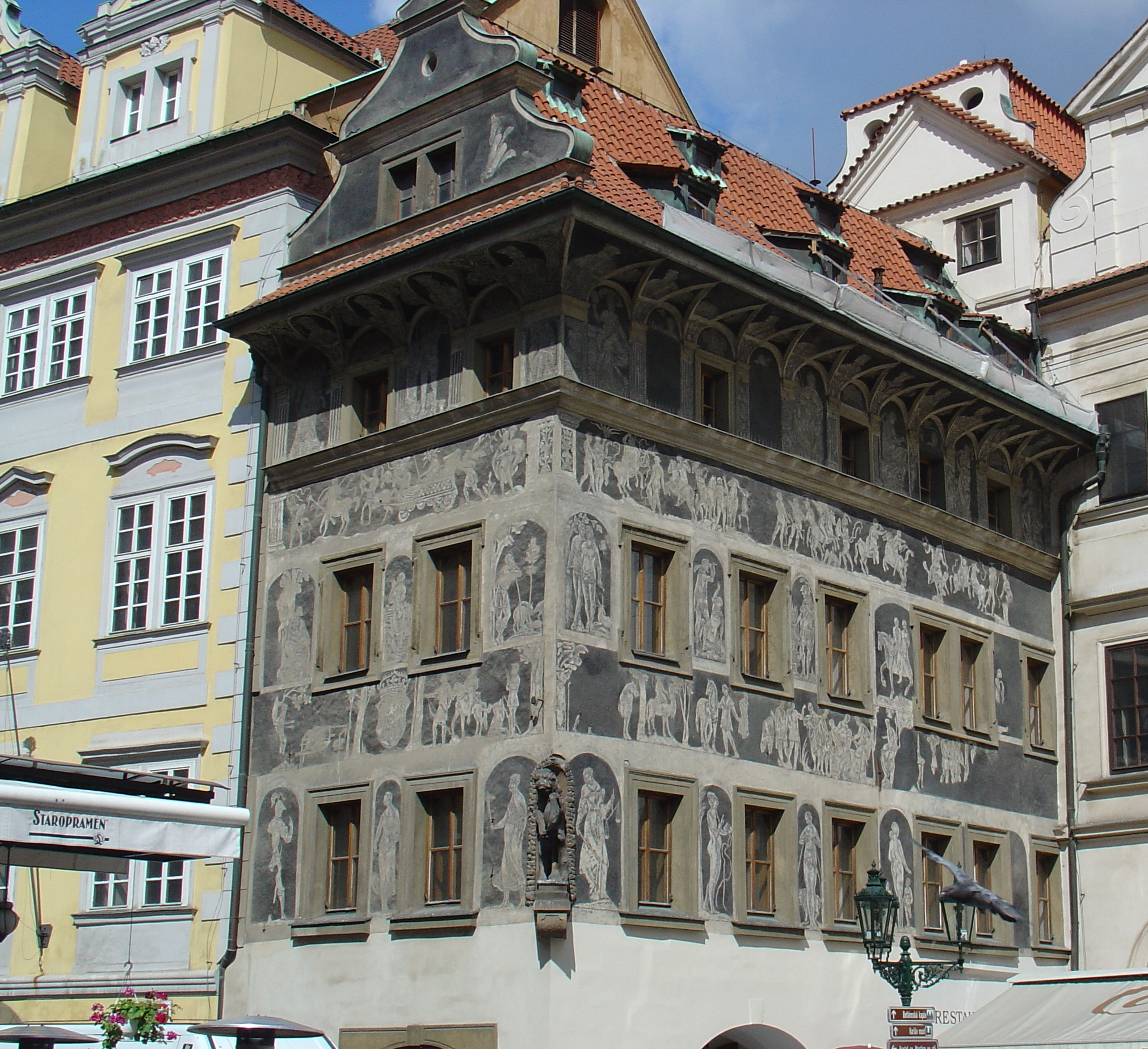
La maison Renaissance (vers 1550) dite « À la minute'' » ornée de sgraffites
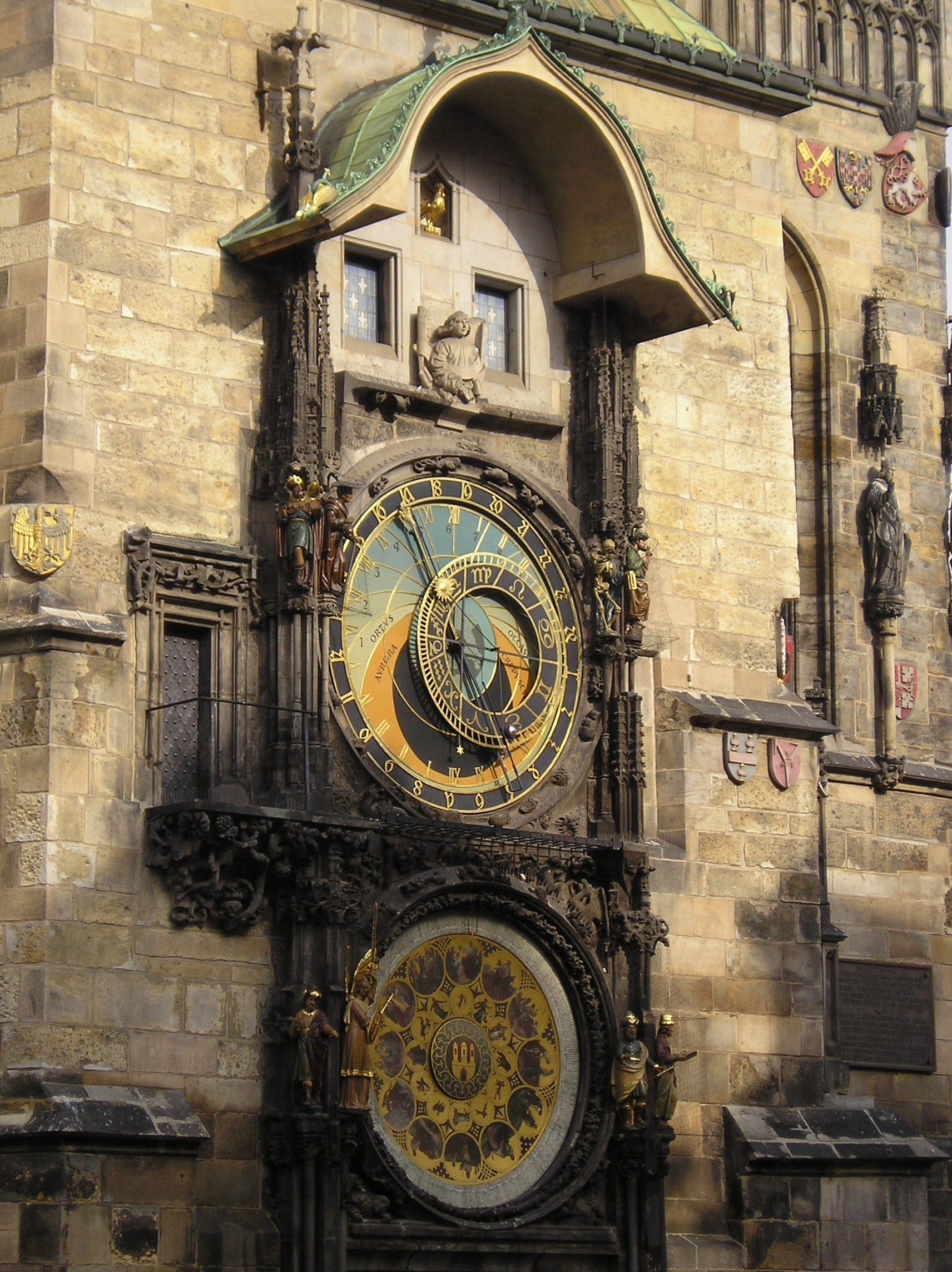
L'Horloge astronomique, reconstruite en 1490 par le maître horloger Hanuš et perfectionnée entre 1552 et 1572 par Jan Táborský
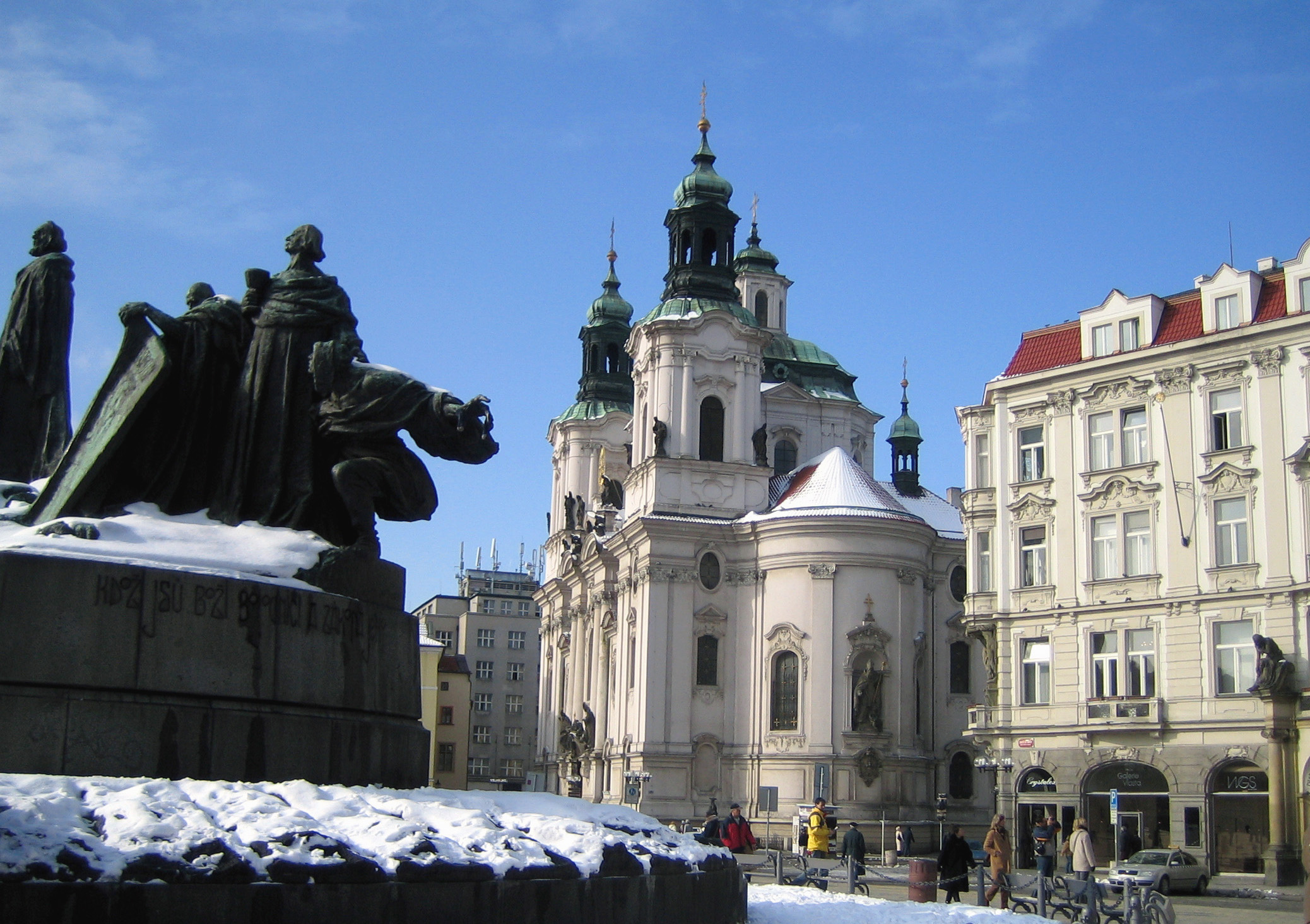
Côté nord. Église saint-Nicolas. Plusieurs édifices religieux ont occupé le site. Paroissiale jusqu'à la construction de Notre-Dame de Týn puis bénédictine après la Bataille de la Montagne Blanche, l'église actuelle fut construite par Kilián Ignác Dientzenhofer en 1732 et servit de salle de concert puis d'église militaire
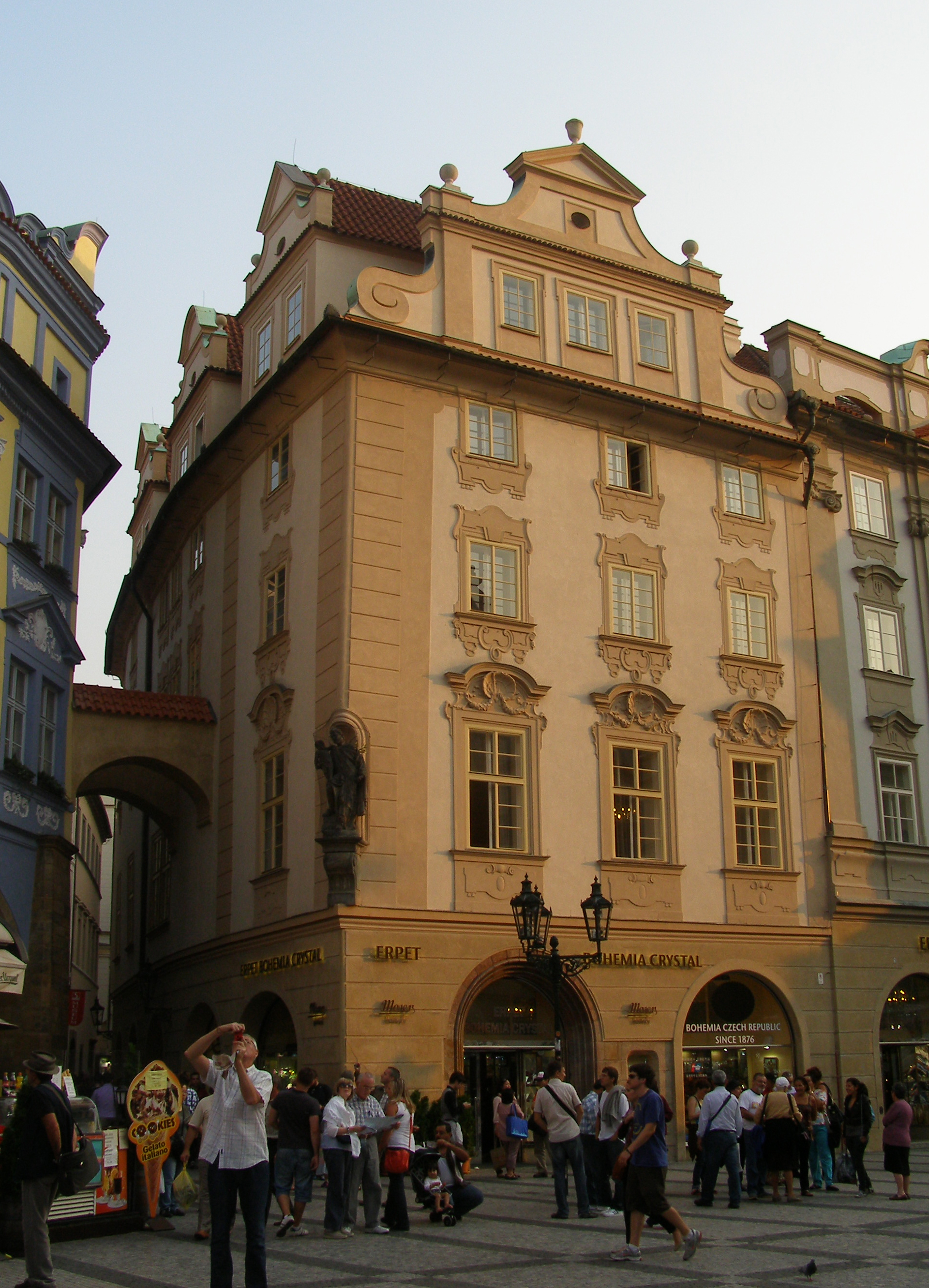
Maison Ochs
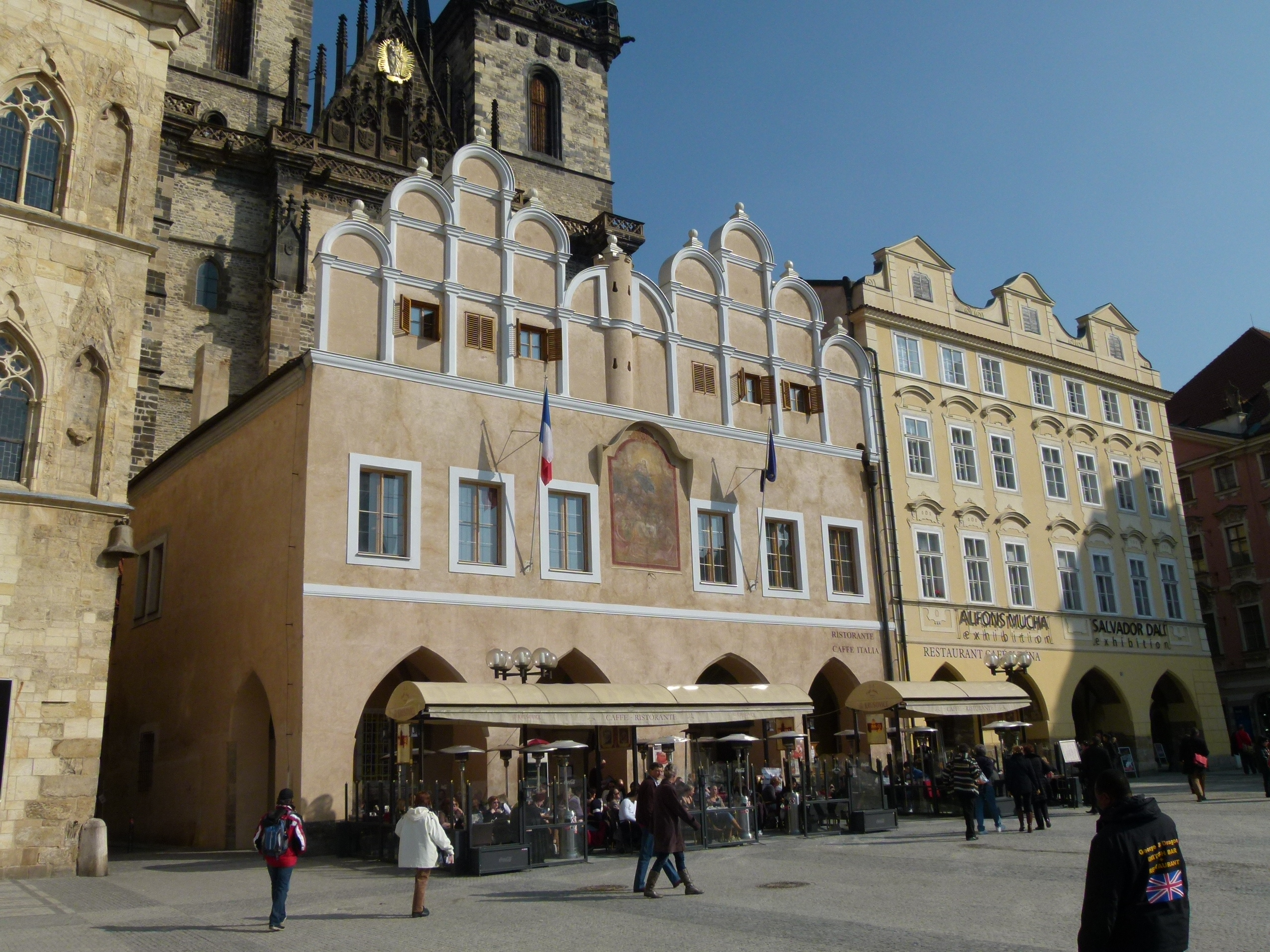
L'École Týn, lycée médiéval.